# غلوريا غريشام
غلوريا غريشام (بالإنجليزية: Gloria Gresham)‏ هي مصممة أزياء تقليدية أمريكية، ولدت في 1946 في إنديانابوليس في الولايات المتحدة.

## وصلات خارجية
- غلوريا غريشام على موقع IMDb (الإنجليزية)
- غلوريا غريشام على موقع ألو سيني (الفرنسية)
- غلوريا غريشام على موقع أول موفي (الإنجليزية)
- غلوريا غريشام على موقع قاعدة بيانات الفيلم (الإنجليزية)
- غلوريا غريشام على موقع كينوبويسك (الروسية)